# Torrance Coombs
Torrance Coombs (Vancouver, 14 giugno 1983) è un attore canadese.

## Biografia
Figlio di un professore universitario, Torrance è nato e cresciuto a Vancouver. Si interessa alla recitazione durante la scuola superiore, partecipando a molti progetti teatrali e si iscrive dopo il diploma al Dipartimento di Teatro e Cinema dell'Università della Columbia Britannica dove ottiene una Laurea (Bachelor of Fine Arts) in recitazione nel 2005.
Inizia la sua carriera come attore di teatro in produzioni come A Midsummer Nights Dream, The Lady from the Sea e Troilus and Cressida e debutta sul piccolo schermo in un episodio della serie televisiva Supernatural. Tra il 2009 ed il 2010, interpreta Thomas Culpeper in I Tudors e dal 2013 è tra i protagonisti della serie televisiva Reign. Nel marzo 2016 viene rivelato che interpreterà il ruolo di villain, ovvero del Conte di Mantova, nella serie televisiva ABC Still Star-Crossed (sequel di Romeo e Giulietta).

### Vita privata
Nel 2010 inizia una relazione con la modella statunitense Alyssa Campanella, vincitrice della corona di Miss USA 2011.
La coppia si è sposata il 2 aprile 2016 a Santa Ynez (California). Il 20 aprile 2019 la coppia ha annunciato la separazione.

## Filmografia

### Cinema
- The Familiar, regia di Kody Zimmermann - cortometraggio (2009)
- Good Image Media, regia di Adam Locke-Norton e Nicholas Marler - cortometraggio (2009)
- Afghan Luke, regia di Mike Clattenburg (2011)
- Kill for Me - Legami di morte (Kill for Me), regia di Michael Greenspan (2013)
- Liars All, regia di Brian Brightly (2013)
- The Wrong Paris, regia di Janeen Damian (2025)

### Televisione
- Supernatural – serie TV, episodio 2x18 (2007)
- jPod – serie TV, 13 episodi (2008)
- Battlestar Galactica – serie TV, episodio 4x17 (2009)
- I Tudors (The Tudors) – serie TV, 8 episodi (2009-2010)
- Heartland – serie TV, 9 episodi (2010-2011)
- Kits, regia di Phil Price - film TV (2011)
- Endgame – serie TV, 13 episodi (2011)
- Killer Mountain, regia di Sheldon Wilson - film TV (2011)
- Haven – serie TV, episodio 2x12 (2011)
- Stay with Me, regia di Tim Southam – film TV (2011)
- Reign – serie TV, 62 episodi (2013-2016)
- Still Star-Crossed – serie TV, 7 episodi (2017)
- The Originals – serie TV, 6 episodi (2018)
- Principessa per sempre (Royally Ever After), regia di Lee Friedlander – film TV (2018)

## Doppiatori italiani
Nelle versioni in italiano delle opere in cui ha recitato, Torrance Coombs è stato doppiato da:
- Luigi Morville in Endgame, Reign (ep. 1x01-1x13)
- Marco Giansante in Kill for Me - Legami di morte
- Luca Mannocci in Reign (ep. 1x14, st. 2-4)